# Pabu
Pabu este o comună în departamentul  Côtes-d'Armor, Franța. În 1 ianuarie 2022 avea o populație de 2.769 de locuitori.

## Personalități născute aici
- Robin Le Normand (n. 1996), fotbalist.